# Prstenec Jednorožce
Prstenec Jednorožce (Monoceros Ring) je dlouhá, vláknitá struktura hvězd, která třikrát obepíná Mléčnou dráhu. Pravděpodobně jde o hvězdný proud vytvořený slapovými silami, které působí na Trpasličí galaxii Velký pes během jejího pohlcování Mléčnou dráhou. Tento proces probíhá po miliardy let. Tato hypotéza však není jednoznačná, protože jiné studie navrhují alternativní vysvětlení, například deformovaný a zvlněný disk Mléčné dráhy.

## Charakteristiky
Prstenec Jednorožce obsahuje hvězdy o celkové hmotnosti přibližně 100 milionů hmotností Slunce, což odpovídá asi 0,17 % celkové hmotnosti všech hvězd v Mléčné dráze.. Délka prstence je odhadována na 200 000 světelných let.

## Objev
Prstenec byl poprvé zaznamenán v roce 2002 během Sloanova digitálního průzkumu oblohy (SDSS). Tento objev vedl i k identifikaci Trpasličí galaxie Velký pes a dalších souvisejících struktur, například skupin kulových hvězdokup.

## Polemiky a alternativní teorie
V roce 2006 studie založená na datech 2MASS navrhla, že Prstenec Jednorožce není samostatná struktura, ale součást deformovaného a zvlněného disku Galaxie. Naopak pozorování z Anglo-australského teleskopu publikovaná v roce 2007 podpořila možnost mimo-galaktického původu.
Další výzkum z roku 2012 naznačil, že zvlněný disk Galaxie by mohl být přirozeným vysvětlením struktur podobných Prstenci Jednorožce. V roce 2015 tým astronomů znovu analyzoval data SDSS a dospěl k závěru, že Mléčná dráha není plochá, ale zvlněná, což naznačuje, že by mohla být až o 50 % větší, než se původně předpokládalo.
V roce 2023 výzkum založený na datech z sondy Gaia poskytl detailnější pohled na strukturu prstence a jeho pohyb, což naznačuje, že jeho původ je výsledkem složitých interakcí mezi Galaxií a jejími satelitními galaxiemi.

## Význam pro výzkum Galaxie
Podle analýz vzdálenosti Prstence Jednorožce by průměr Mléčné dráhy mohl dosahovat až 180 000 světelných let. Novější studie z roku 2018 však naznačují, že Prstenec Jednorožce a další struktury, jako například A13 (hvězdná nadpočetnost), mohly vzniknout spíše jako důsledek výtrysků hvězd z hlavního galaktického disku,
Studie z roku 2020 využívající pokročilé modely dynamiky Galaxie potvrdila, že prstenec má složitou strukturu a mohl vzniknout při kolizích s jinými galaxiemi.

## Galerie

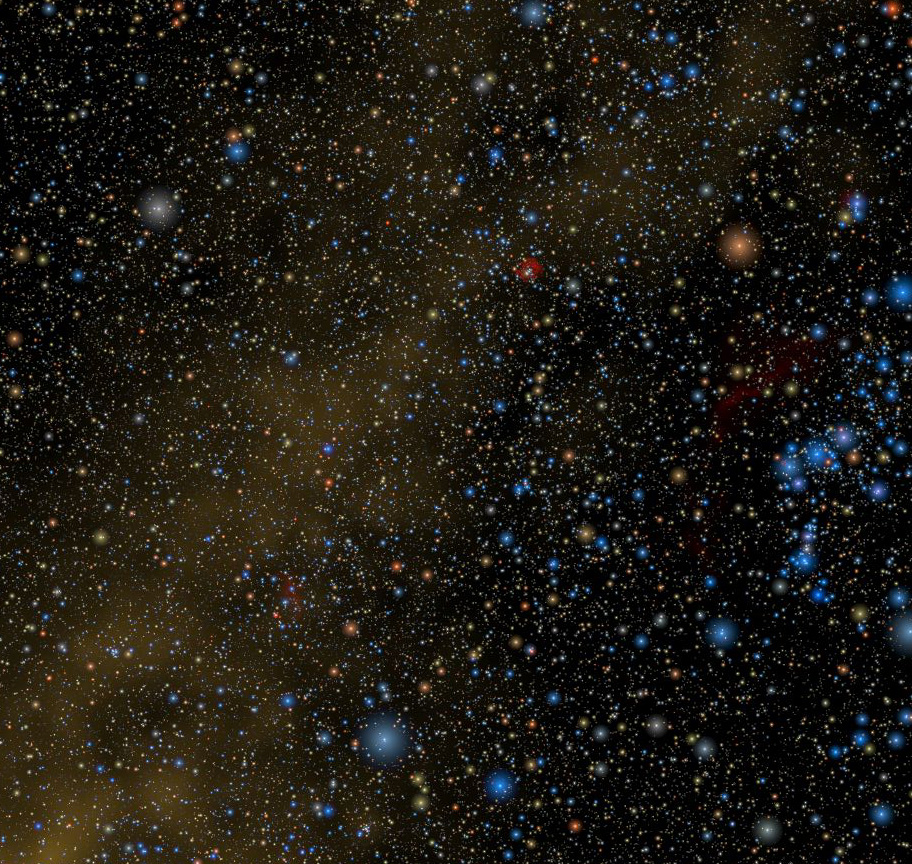
Prstenec Jednorožce zachycený průzkumem SDSS